# Præsidentvalget i Afghanistan 2009
Præsidentvalget i Afghanistan 2009 blev afholdt den 20. august 2009. Det var Afghanistans andet demokratiske valg; det forrige var valget der blev afholdt den 9. oktober 2004 og endte med at Hamid Karzai blev valgt til præsident for en femårig periode som sluttede i oktober 2009. Hamid Karzai vandt igen valget i 2009 og kunne derved begynde sin anden embedsperiode.

## Resultat
Det endelige valgresultat kom den 15. september.
- Hamid Karzai – 3.093.256 stemmer, 54.6%
- Abdullah Abdullah – 1.571.581 stemmer, 27.8%
- Ramazan Bashardost – 520.627 stemmer, 9.2%
- Ashraf Ghani – 155.343 stemmer, 2.7%

Totalt antal gyldige stemmer: 5.662.758.